# JR貨物UT24C形コンテナ
UT24C形コンテナ（UT24Cがたコンテナ）は、1999年度に登場した、日本貨物鉄道（JR貨物）輸送用として籍を編入している30ft私有コンテナ（タンクコンテナ）である。
形式の数字部位 「 24 」は、コンテナの容積を元に決定される。このコンテナ容積24㎥の算出は、厳密には端数四捨五入計算の為に、内容積23.5 - 24.4㎥の間に属するコンテナが対象となる。
また形式末尾のアルファベット一桁部位 「 C 」は、コンテナの使用用途（主たる目的）が 「 危険品の輸送 」を表す記号として付与されている。

## 番台毎の概要

### 38000番台

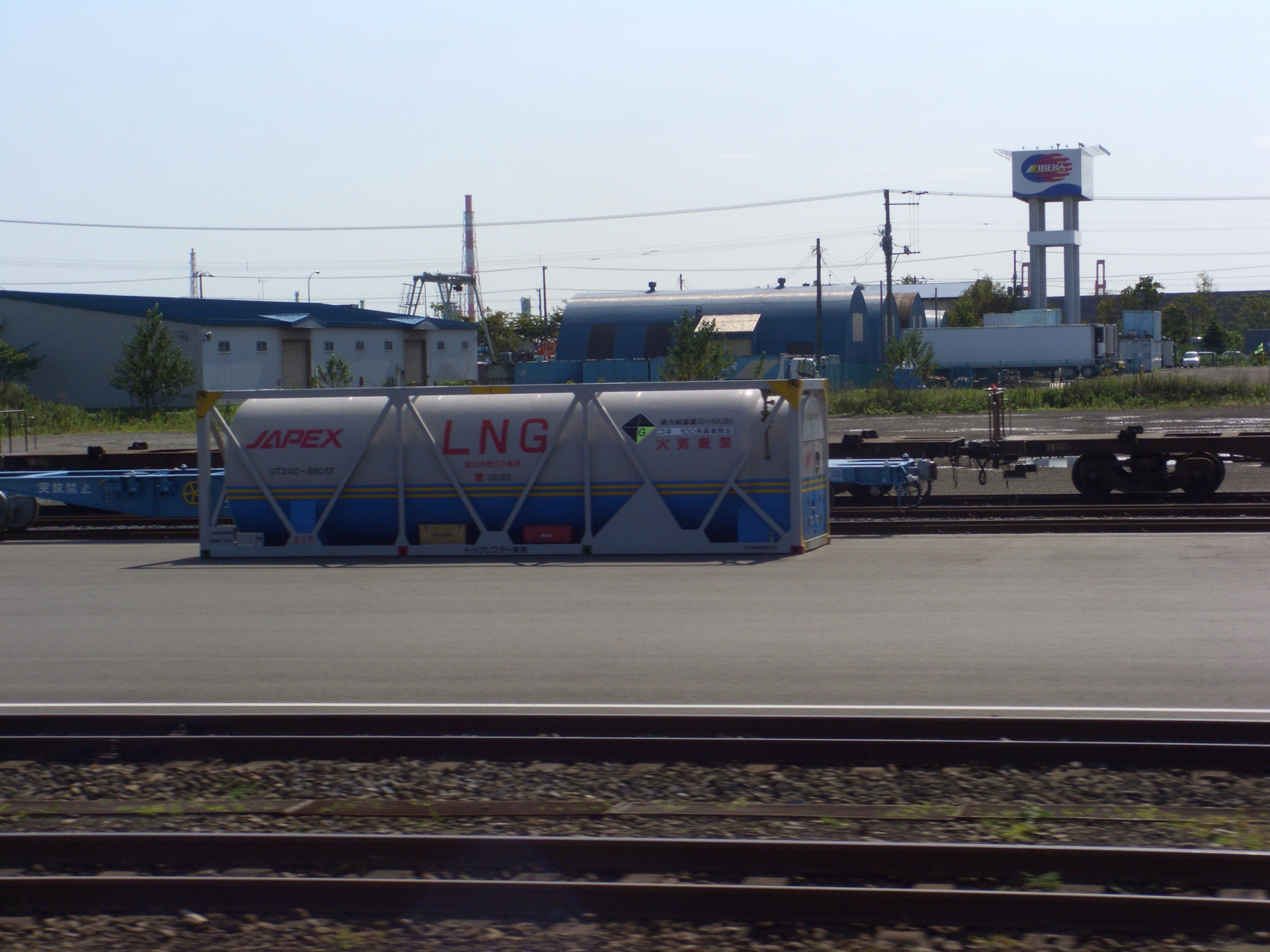
UT24C-38017（2007年9月26日撮影）

38001 - 38021
日本石油輸送所有（石油資源開発借受）、液化天然ガス (LNG) 専用。最大総重量19.5t（後に19.8tへ変更・いずれも規格外）。コキ100系積載限定。運用区間は新潟貨物ターミナル駅 - 金沢貨物ターミナル駅間。
後にUT26C形38100番台投入により、一部北海道へ移り、苫小牧駅 - 北旭川駅・新富士駅間で運用されている。